# FlyArystan
FlyArystan — бюджетна авіакомпанія, що базується в Алмати, Казахстан. Це бюджетна дочірня компанія Air Astana, яка повністю належить провідній авіакомпанії країни. Заснування FlyArystan було схвалено спільними акціонерами Air Astana, Суверенним фондом добробуту Самрук-Казина та BAE Systems PLC, і було схвалено президентом Казахстану Нурсултаном Назарбаєвим 2 листопада 2018 року. Слоган компанії — Дешеві авіалінії Євразії.

## Історія
Продажі FlyArystan розпочала 29 березня 2019 року на власному вебсайті. Авіакомпанія здійснила свої перші рейси 1 травня 2019 року зі свого центрального аеропорту, Міжнародного аеропорту Алмати.
На прес-конференції в Алмати 6 листопада 2018 року Пітер Фостер, президент і генеральний директор Air Astana, сказав, що FlyArystan є «з одного боку відповіддю на попит на нижчі ціни на авіаквитки на більш конкурентному місцевому ринку, а з іншого, визнання величезних можливостей недорогих авіаперельотів у Центральній Азії та на Кавказі».

## Напрямки
Станом на червень 2020 року FlyArystan обслуговує 16 напрямків. Перший рейс FlyArystan відбувся 1 травня 2019 року з Алмати до Нур-Султана. 13 грудня 2019 року авіакомпанія запустила свій перший міжнародний рейс Нур-Султан — Москва (ZIA) на літаку Airbus A320-200, який раніше використовував Air Astana.

## Флот

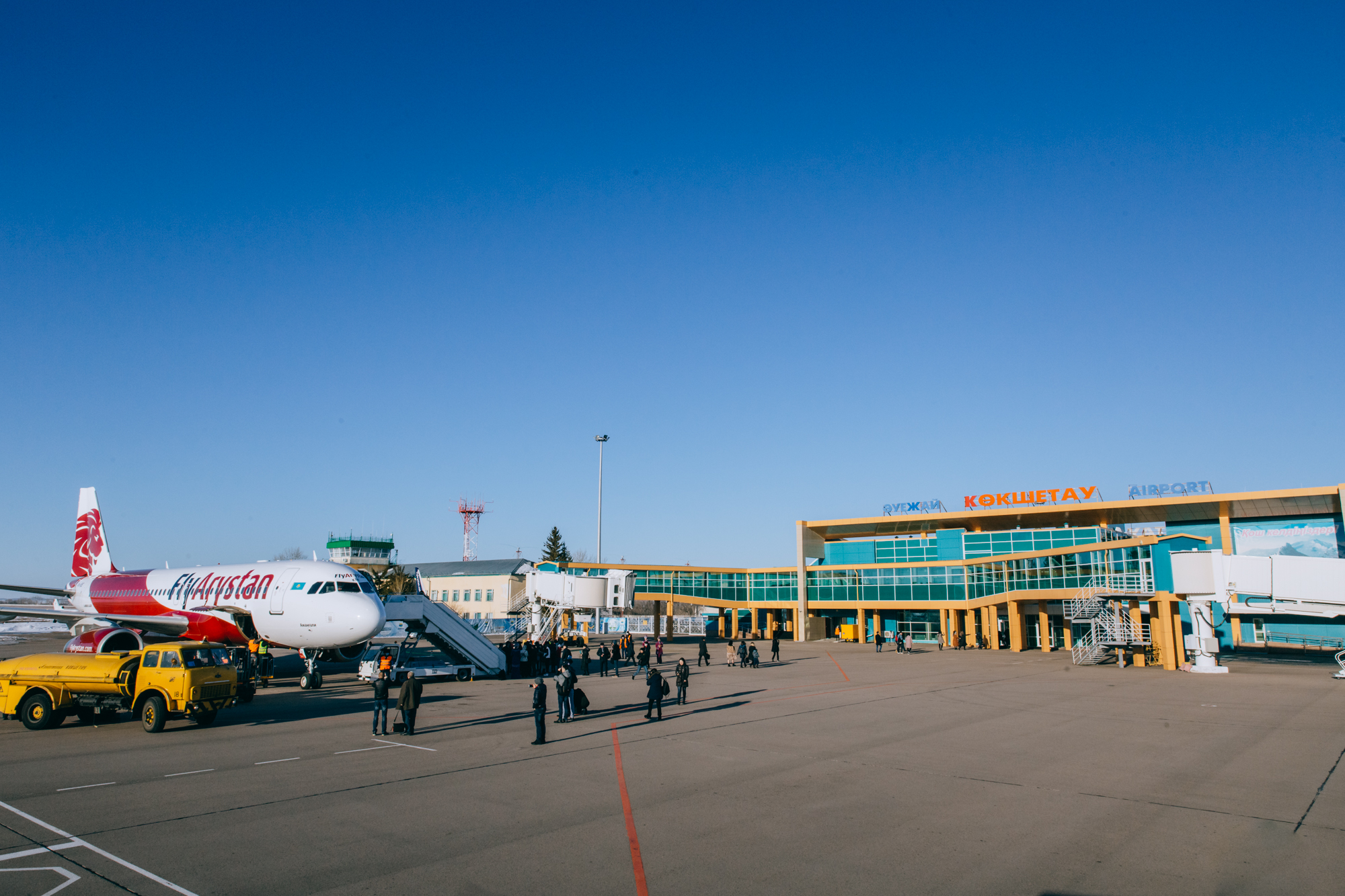
Літак Airbus A320-200 на стендах в міжнародному аеропорту Кокшетау

### Флот
Станом на травень 2020 року флот FlyArystan повністю складається з літаків сімейства Airbus A320.
| Літак           | У наявності | Замовлено | Пасажири | Примітки                       |
| --------------- | ----------- | --------- | -------- | ------------------------------ |
| Airbus A320-200 | 10          | 14        | 180      | 8 з 10 були взяті уAir Astana. |
| Airbus A320neo  | 1           | —         | 180      | Був взятий з Air Astana.       |
| Всього:         | 11          | 14        |          |                                |

FlyArystan планує збільшити свій флот щонайменше до 15 у 2022 році.
FlyArystan розмістив лист про наміри на Dubai Airshow 2019 щодо 30 літаків Boeing 737 MAX 8.